# World Series de 1926
A World Series de 1926, foi uma série de campeonatos americana, da temporada da Major League Baseball, de 1926, jogando o time St. Louis Cardinals, contra New York Yankees.